# 哈登湖
51°20′7″N 94°31′27″E / 51.33528°N 94.52417°E

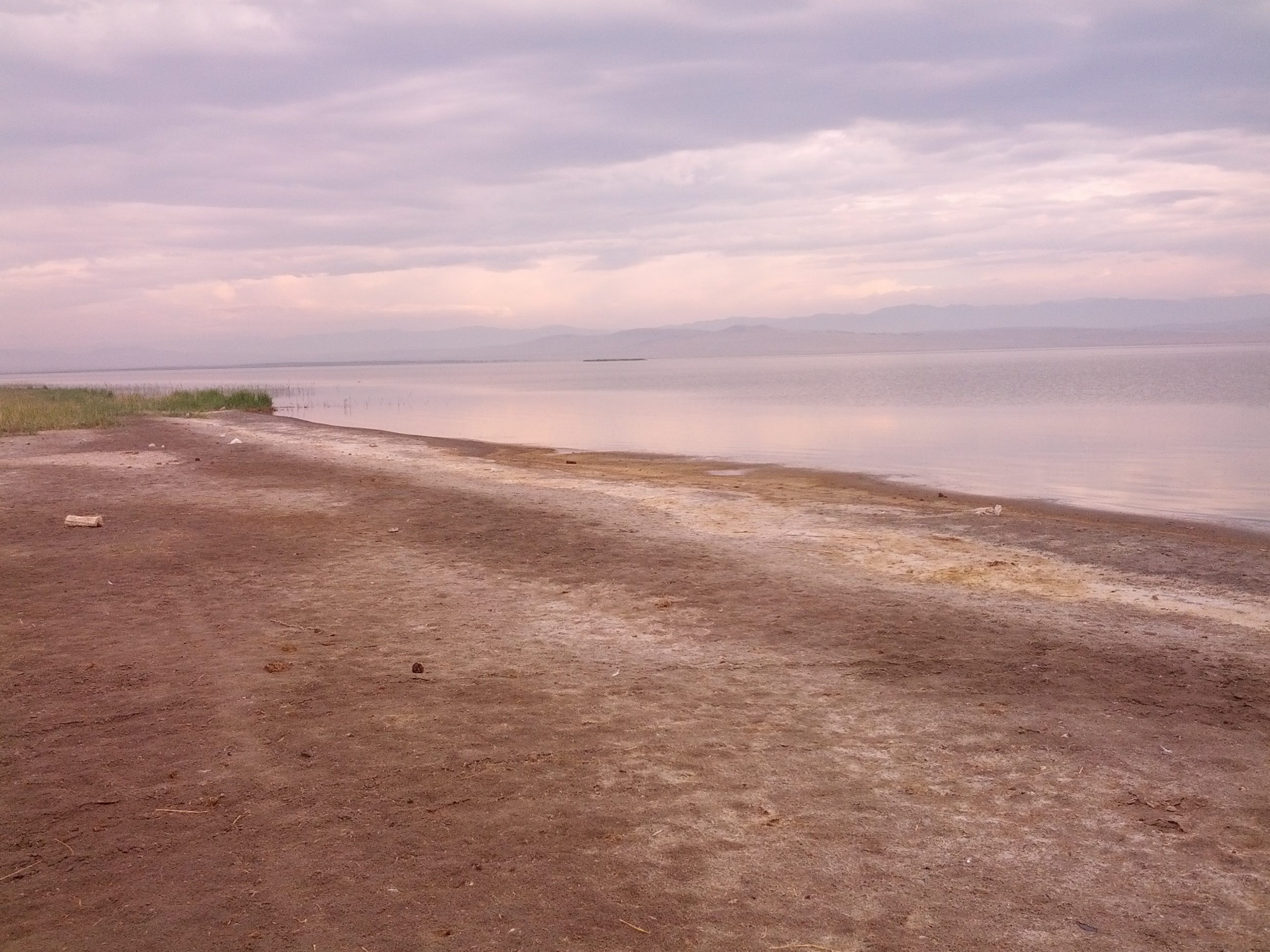

哈登湖（俄语：Хадын），是俄羅斯的湖泊，位於該國南部圖瓦共和國，長6公里、寬6公里，面積23.6平方公里，海拔高度707米，該湖泊平均水深2米，最大水深10米。